# احمد نبیل کوکا
احمد نبیل کوکا (عربی: احمد نبيل كوكا؛ زادهٔ ۴ ژوئیهٔ ۲۰۰۱) بازیکن فوتبال اهل مصر است که در حال حاضر برای باشگاه فوتبال الاهلی بازی می‌کند. 
وی همچنین در تیم‌های ملی فوتبال زیر ۲۰ سال مصر، زیر ۲۳ سال مصر، و مصر بازی کرده است.